# Куприянов (хутор)
Куприянов — хутор в Алексеевском районе (городском округе, с 2018) Белгородской области, входит в состав Хлевищенского сельского поселения.

## География
Хутор расположен в восточной части области, к юго-западу от Алексеевки (18 км от центра города).
Улицы и переулки
| - ул. Лесная |

## История
Упоминается в Памятной книжке Воронежской губернии за 1887 год как "хуторъ Поповъ (Купріяновъ)" Иловской волости Бирюченского уезда. Число жителей обоего пола — 119, число дворов — 12.

## Население
| 2002 | 2010 |
| ---- | ---- |
| 101  | ↘68  |